# Öszvér

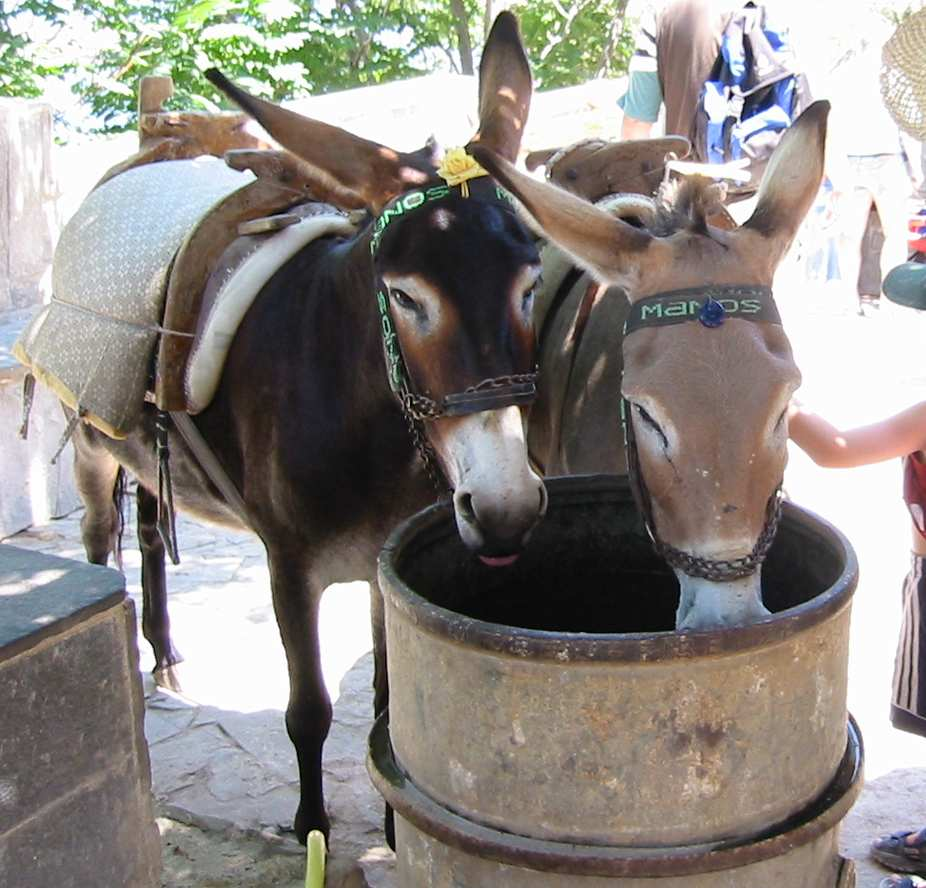
Teherhordó öszvérek itatása

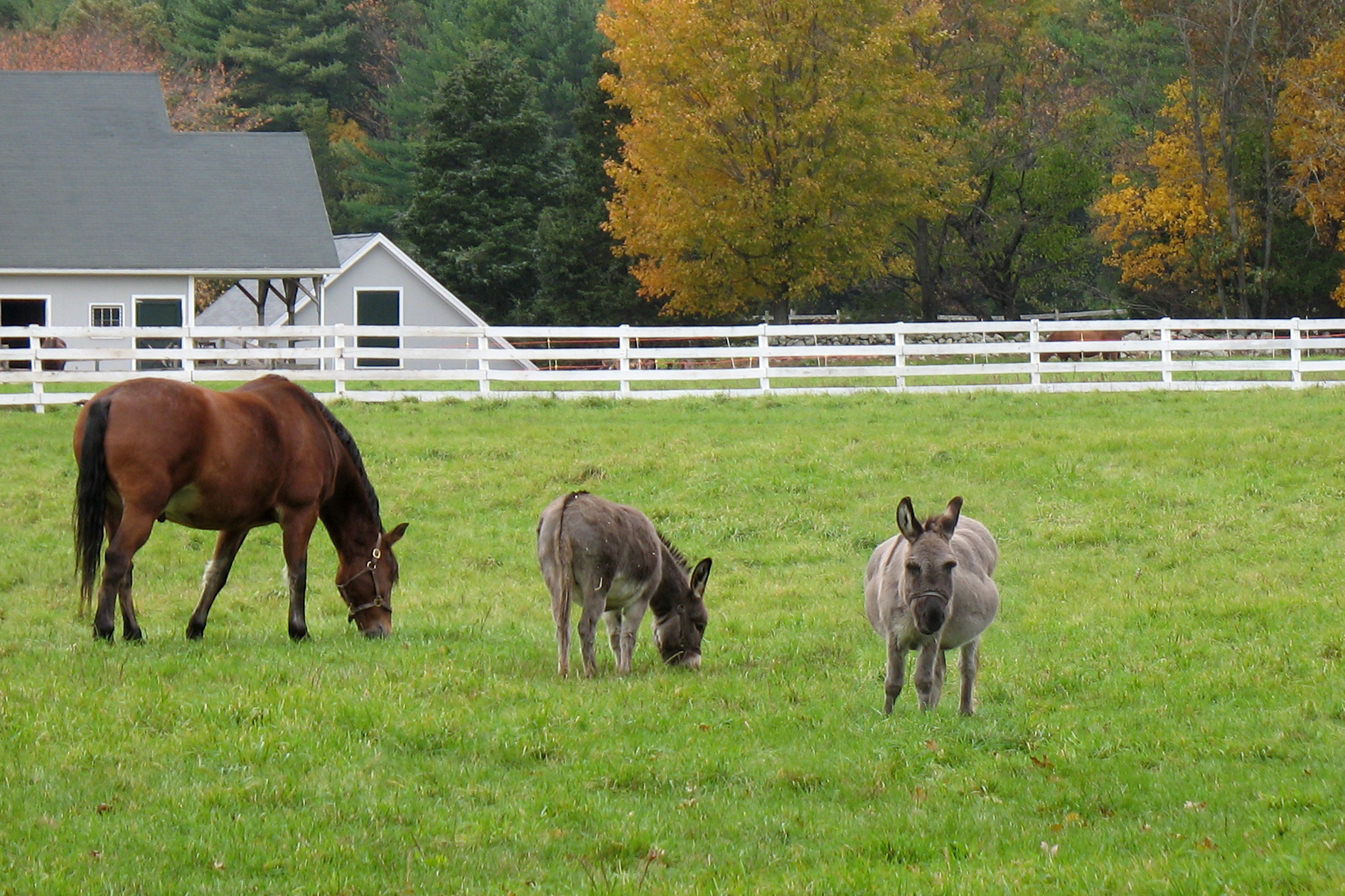
Egy ló és két házi szamár

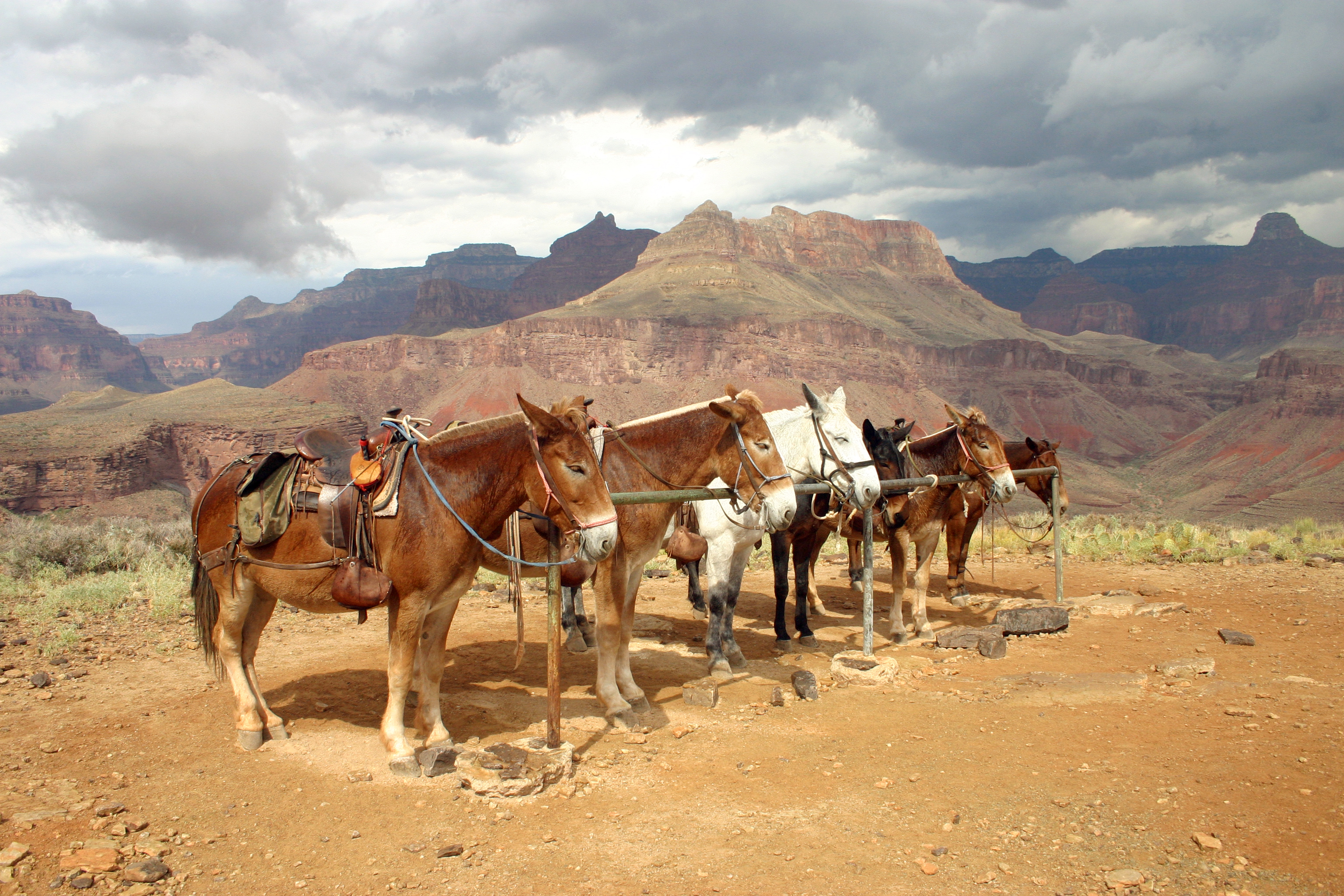
Öszvérek a Grand Canyon peremén

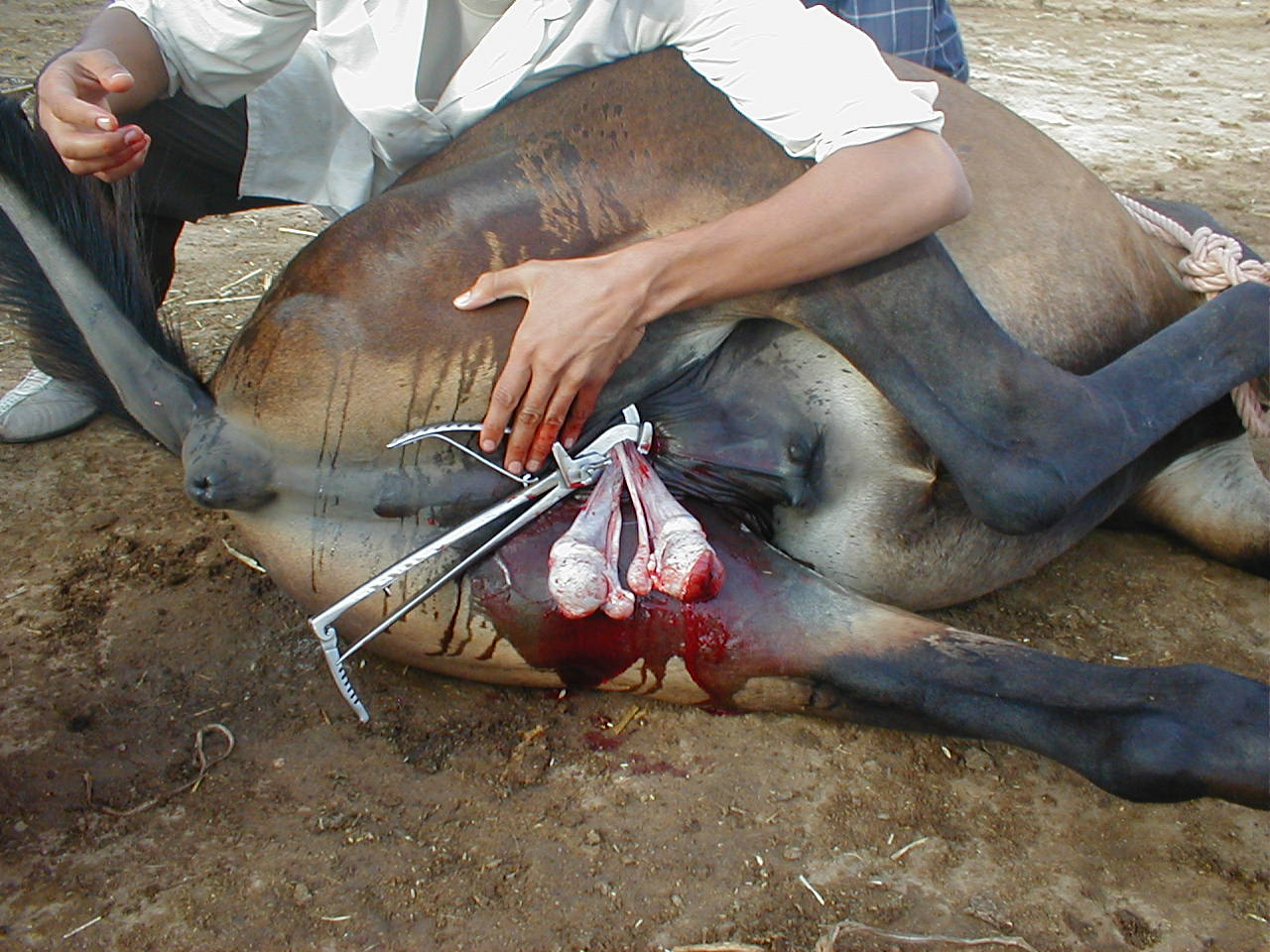
Lóöszvér mén kasztrálása Portugáliában

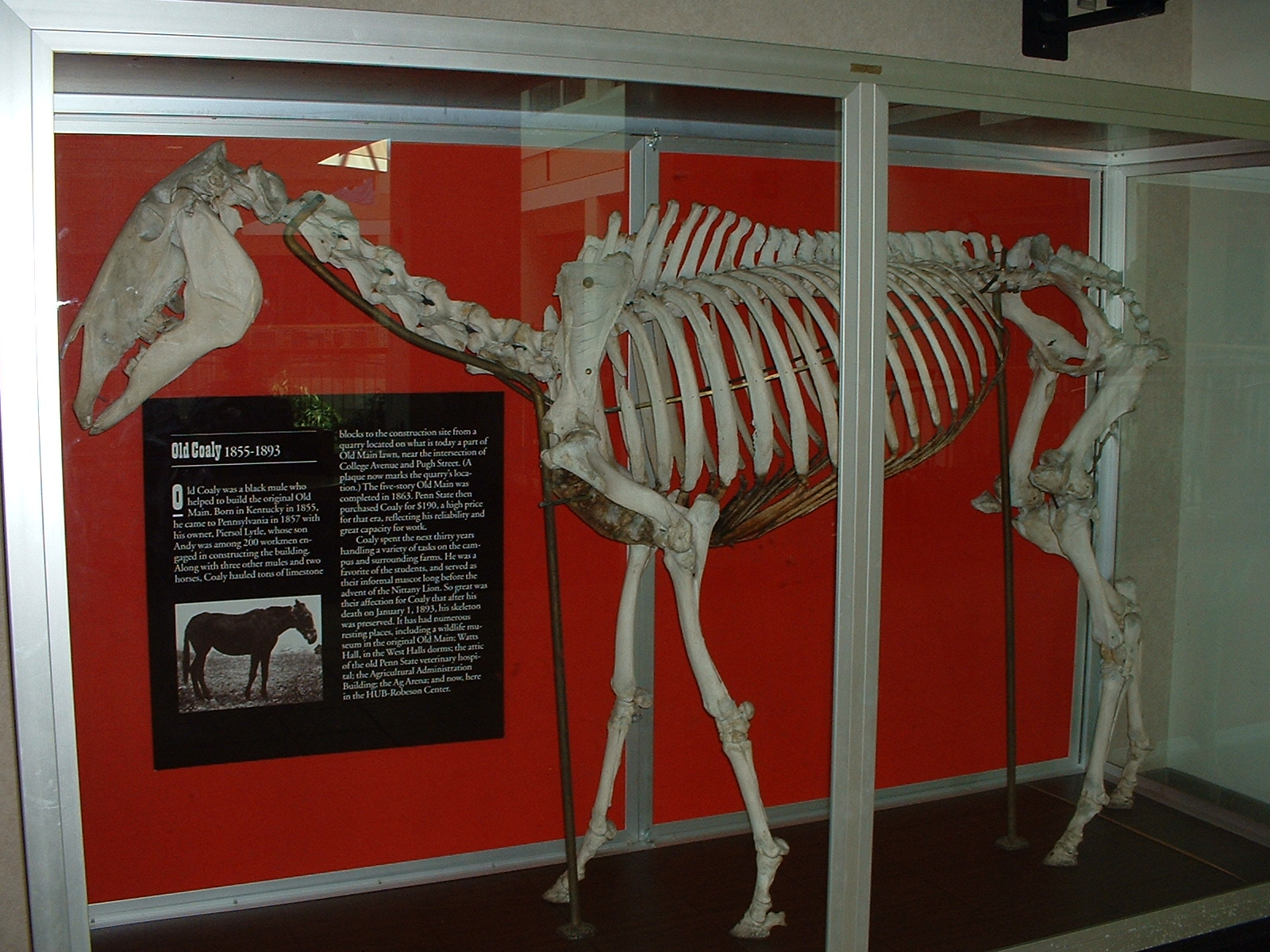
A lóöszvér csontváza

Az öszvér a házi szamár (Equus asinus) és a ló (Equus caballus) keresztezéséből származó hibrid; általában erős, szívós és igénytelen haszonállat. Hegyvidéken is biztonságos járása miatt évezredek óta használják teherhordóként, igavonóként, de hátasnak is. 
A lóöszvér (egy lókanca és egy szamárcsődör hibridje) a ló anyára, a szamáröszvér (szamárkanca és lócsődör hibridje) a szamár anyára hasonlít. Mind a kétféle öszvér génjeinek egyik fele ló, a másik fele szamár eredetű, küllemük azonban annyira különbözik, hogy sok nyelvben külön szavakat is használnak a kétféle öszvérre. Az öszvérnek soha nincs „szamár-szürke” színe, mert mindig a ló színeit örökli.

## Az elnevezés lehetséges eredete
Az állattenyésztés szavai az ótörök nyelvekből gyarapodtak, ilyen a bika, ökör, tinó, borjú, kecske, kos, sajt, túró, gyapjú, béklyó, gyeplő, karám, ól, disznó, ártány (ma: herélt sertés), tyúk, teve.
Az öszvér szavunk a Néprajzi lexikon szerint az iráni jövevényszavaink (tehén, tej, nemez, hús, szekér, gulya) közé tartozik, de nem hoz iráni párhuzamot. Másik lehetséges etimológiája szerint a keverékre utaló magyar szóösszetétel össz + vér, amit a TESZ kategorikusan elvet. Tótfalusi István Magyar etimológiai nagyszótár meghatározása szerint ismeretlen eredetű magyar szó, ami megegyezik A magyar nyelv történeti etimológiai szótárának álláspontjával.

## Fajtái

### Lóöszvér
Gyakoribb a lóöszvér (latinul: Equus mulus), amelynél ló a kanca és házi szamár a csődör. (angolul mule, franciául mulet, németül Maultier, spanyolul mula)
A lóöszvér – a lókanca és a szamárcsődör közötti keresztezésből származó hibrid – nagyobb testi erővel, a betegségekkel szembeni nagyobb ellenállással és hosszabb élettartammal rendelkezik, mint bármelyik szülője. Termete a lóéhoz hasonló, hangja hasonló a szamár ordításához. Teherbírása akár a lóé, de erősebb és szívósabb. Keresi a lovak társaságát.

### Szamáröszvér
Ritkább a szamáröszvér (latinul: Equus hinnus), amelynél házi szamár a kanca és ló a csődör. (angolul hinny, franciául bardot, németül Maulesel, spanyolul burdégano)
Nagyon ritka. Lomha, a feje otromba, szőrzete durva, több benne a szamár-, mint a lójelleg. Hangja nyerítés.

## Tenyésztése Magyarországon
Korábban Magyarországon öszvértenyésztéssel semmilyen állami vagy társadalmi szervezet nem foglalkozott. Kivétel volt Mezőhegyes, ahol az Állami Ménesbirtokon a 19. század utolsó évtizedétől 1961-ig a tenyészcél az öszvér előállítására alkalmas, nagy testű szamármének előállítása volt. Ennek érdekében olasz import szamárménekkel nemesítették a céltudatosan szelektált állományukat.

## Szaporodás, termékenység
Miután a ló és a szamár rendes körülmények között soha sem párosodik, különböző módozatokhoz kell folyamodni a tenyésztésnél. Egyik eljárás az, hogy a kanca lónak bekötik a szemét, előzőleg azonban mén-lovat vezetnek hozzá s így csapják be. Ugyanígy járnak el a mén-ló esetében is. Sokkal egyszerűbben történik meg a fedeztetés, ha a csikókat egymás társaságában nevelik fel. Ezt az eljárást követték az ókorban a rómaiak is.
 
A lókanca valamivel hosszabb ideig hordja ki az öszvércsikóját. Az öszvér mindig az anyjára hasonlít.
 
Az erősebb, nyugodtabb lóöszvér a lóra, a kisebb termetű, virgoncabb szamáröszvér a szamárra hasonlít, de a fülük és a farkuk majdnem egyforma. Az öszvér átlagosan 20-30 évig él, de nem ritkán 40 évig is. Egyesíti magában a ló és szamár szülők tulajdonságait. Az öszvér elterjedt használatát kiváló munkabírása, igénytelensége indokolta.
A ló kromoszómaszáma 64 (32 pár), a szamáré 62 (31 pár), az öszvéré azonban 63 (31 és fél pár), Mivel az öszvér kromoszómaszáma nem páros, a kromoszómák nem képesek maradéktalanul párba rendeződni, ezért általában nem képes utódot létrehozni. A megtermékenyüléskor egy-egy kromoszóma kerül a spermiumba és a petesejtbe minden párból, ezért a létrejövő megtermékenyített petesejt (zigóta), majd a megszülető öszvér minden egyes testi sejtje, páratlan számú, hatvanhárom darab kromoszómával fog rendelkezni. Mivel az ivarsejtek képződése során a kromoszómapárok összekapcsolódnak, egyikük kimarad, így nem jönnek létre nemzőképes spermiumok és petesejtek.
Az öszvércsődör mindig terméketlen (steril), az öszvérkanca azonban termékeny (fertilis), bár nagyon ritkán, de ló- vagy szamárcsődörtől megtermékenyülhet. Több mint 60 dokumentált esetben született utódja a lóval vagy szamárral párosodott öszvérkancának.
Az öszvércsődöröket általában ivartalanítják. Erre azért van szükség, mert ugyan nem szaporodóképesek, de szexuális ösztöneik vannak, és egy felgerjedt öszvércsődör nagyon veszélyes, hiszen az öszvér a lovaknál is erősebb állat.

## Az öszvér az irodalomban
Őszike (virág). Kis öröm.

Öszvér. Egészség. Kereskedőnek öszvér nyakán függő csengőt hallani: jegyez megkárosodást. Öszvérháton utazni: mutat új ismeretséget. ( Lipcsei .)

Öv, amely feloldódik: leánynak vénlányságot, férfinak agglegénységet mutat. ( R . M .)
Az öszvér a ló és a szamár fajhibridje, de a zsidók számára tilos volt az állatokat keresztezni, talán Egyiptomból vagy Szíriából hozták be (3Móz 19,19). Sok jó tulajdonsággal rendelkezik, bírja a száraz, köves, rendkívül meredek terepet, igénytelen, akárcsak a szamár. Teherhordó (1Krón 12,40), viszont fontosabb politikai–igazgatási–hadi céllal futárok is közlekedtek vele (Eszter 8,10.14; 2Sám 13,29). Zablát és kantárt szereltek az öszvérre (Zsolt 32,9). Mezőn legeltetik (1Móz 36,24), vagy istállóban takarmányozzák (Ézs 1,3). Héber neve elég különböző: pered és rehesh.
Szamármese

Csömörön élt az öreg dőre Göre Döme, annak volt
egy csengeri csengős pörgeszőrű göndör csődöre.
De bármilyen pörgeszőrű göndör csődör volt
Csömörön az öreg dőre Göre Döme csengeri
csengős csődöre, nem szerzett neki virgonc,
kenceficés kancát időre az örökkön ődöngő-lődörgő
dőre öreg.
Így hát csurig csorgatta csöbörbe könnyeit
és csúfos csődörcsődöt mondott az örökké ődöngő-
lődörgő öreg dőre Göre Döme csengeri csengős
pörgeszőrű göndör csődöre.
Szomszédságban élt a fösvény Szemere,
annak volt egy nőstény szamara.
A szamárnál szamarabb Szemere sem szerzett
hamarabb szamárfi szamarat szomorú szamara
számára, ezért sok szemérmes szamárkönny
szemerkélt a szamárnál szamarabb Szemere szomorú
szamara szemére.
Ámde mit csinált egy szép napon az örökkön
ődöngő-lődörgő öreg dőre Göre Döme csengeri
csengős pörgeszőrű göndör csődöre és a szamárnál
szamarabb Szemere szemérmes szamárkönnyet
szemerkélő szomorú szamara? Na mit csinált?
Öszvért!

## Jegyzetek

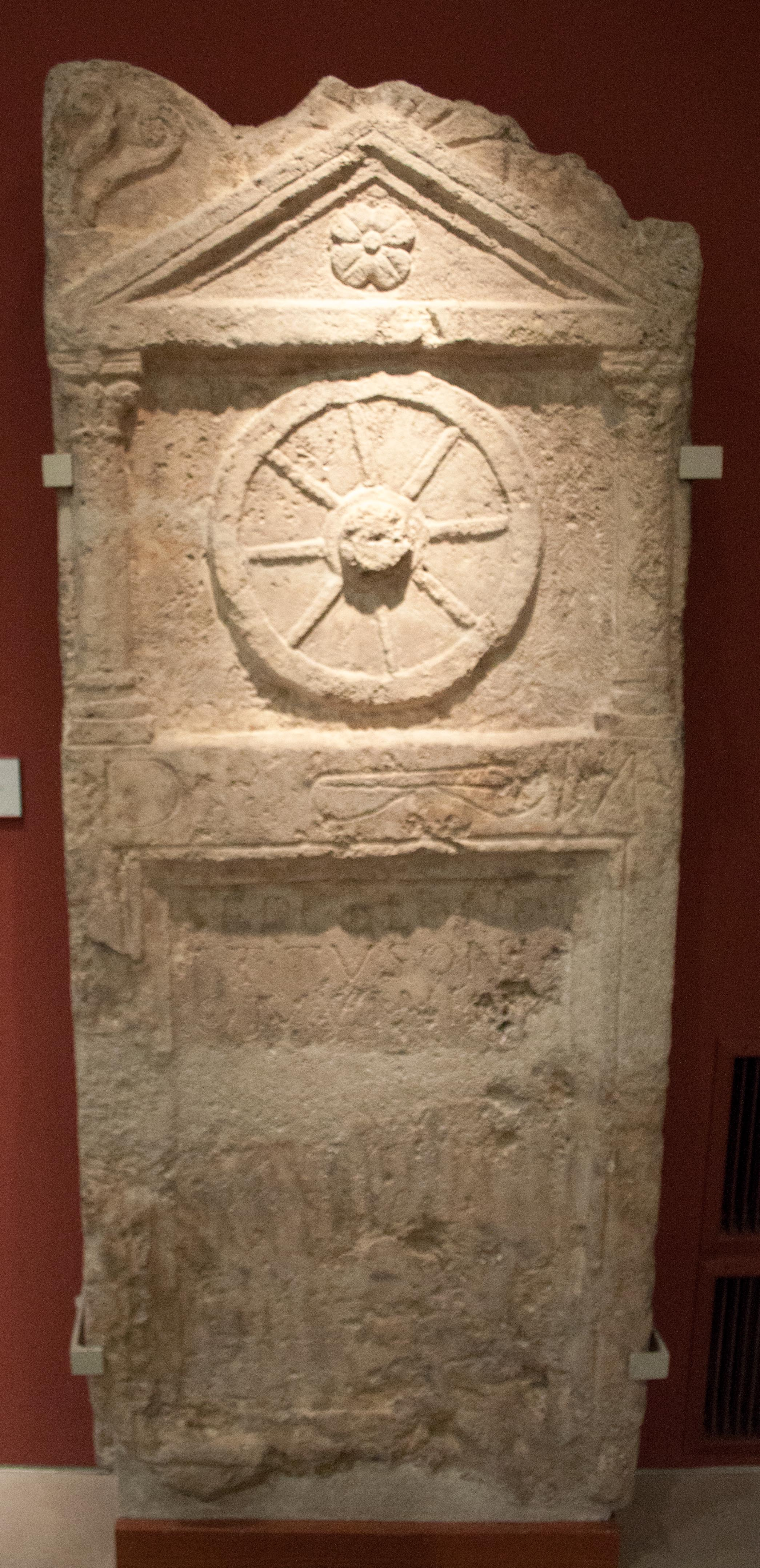
Öszvérhajcsár római kori sírköve Óbudáról